# كارل كريستيان برونز
كارل كريستيان برونز (بالألمانية: Karl Christian Bruhns)‏ (و. 1830 – 1881 م) هو عالم فلك، وأستاذ جامعي من ألمانيا . ولد في بلون.
توفي في لايبزيغ، عن عمر يناهز 51 عاماً.

## مناصب وهيئات
أدار جامعة لايبتزغ.

## جوائز
حصل على جوائز منها:
- Lalande Prize [الإنجليزية]‏.